# Pilot Pen Tennis 2007
Die Pilot Pen Tennis 2007 waren ein Tennisturnier der WTA Tour 2007 für Damen und ein Tennisturnier der ATP Tour 2007 für Herren in New Haven, welches vom 17. bis zum 25. August 2007 stattfand.